# Temporada 1999-2000 de los San Antonio Spurs
La temporada 1999-2000 fue la vigesimocuarta de los San Antonio Spurs en la NBA, tras la fusión de la liga con la ABA, donde había jugado nueve temporadas, seis en Dallas y tres en San Antonio. La temporada regular acabó con 53 victorias y 29 derrotas, ocupando el cuarto puesto de la conferencia Oeste, clasificándose para los playoffs, en los que cayeron en primera ronda ante los Phoenix Suns.

## Elecciones en elDraft
| Ronda | Puesto | Jugador       | Posición  | Nacionalidad   | Universidad                |
| ----- | ------ | ------------- | --------- | -------------- | -------------------------- |
| 1     | 29     | Leon Smith    | Ala-Pívot | Estados Unidos | Martin Luther King HS (IL) |
| 2     | 57     | Manu Ginóbili | Alero     | Argentina      |                            |

## Temporada regular
| División Medio Oeste     | División Medio Oeste | División Medio Oeste | División Medio Oeste | División Medio Oeste | División Medio Oeste | División Medio Oeste | División Medio Oeste | División Medio Oeste |
| Equipo                   | G                    | P                    | %                    | PD                   | Casa                 | Fuera                | Div                  |                      |
| ------------------------ | -------------------- | -------------------- | -------------------- | -------------------- | -------------------- | -------------------- | -------------------- | -------------------- |
| y-Utah Jazz              | 55                   | 27                   | .671                 | –                    | 31–10                | 24–17                | 14–10                |                      |
| x-San Antonio Spurs      | 53                   | 29                   | .646                 | 2                    | 31–10                | 22–19                | 16–8                 |                      |
| x-Minnesota Timberwolves | 50                   | 32                   | .610                 | 5                    | 26–15                | 24–17                | 18–6                 |                      |
| Dallas Mavericks         | 40                   | 42                   | .488                 | 15                   | 22–19                | 18–23                | 12–12                |                      |
| Denver Nuggets           | 35                   | 47                   | .427                 | 20                   | 25–16                | 10–31                | 10–14                |                      |
| Houston Rockets          | 34                   | 48                   | .415                 | 21                   | 22–19                | 12–29                | 8–16                 |                      |
| Vancouver Grizzlies      | 22                   | 60                   | .268                 | 33                   | 12–29                | 10–31                | 6–18                 |                      |

## Playoffs

### Primera ronda
San Antonio Spurs vs. Phoenix Suns
| Fecha       | Partido                                | Ciudad      |
| ----------- | -------------------------------------- | ----------- |
| 22 de abril | San Antonio Spurs 70, Phoenix Suns 72  | San Antonio |
| 25 de abril | San Antonio Spurs 85, Phoenix Suns 70  | San Antonio |
| 29 de abril | Phoenix Suns 101, San Antonio Spurs 94 | Phoenix     |
| 2 de mayo   | Phoenix Suns 89, San Antonio Spurs 78  | Phoenix     |
|             | Phoenix Suns gana las series 3-1       |             |

## Estadísticas

### Temporada regular
| Jugador         | POS | PJ | PT | MJ    | REB | AST | ROB | TAP | PTS   | MPP  | RPP  | APP | ROP | TPP | PPP  |
| --------------- | --- | -- | -- | ----- | --- | --- | --- | --- | ----- | ---- | ---- | --- | --- | --- | ---- |
| Avery Johnson   | PG  | 82 | 82 | 2,571 | 158 | 491 | 76  | 18  | 919   | 31.4 | 1.9  | 6.0 | .9  | .2  | 11.2 |
| Jaren Jackson   | SG  | 81 | 12 | 1,691 | 181 | 118 | 54  | 7   | 513   | 20.9 | 2.2  | 1.5 | .7  | .1  | 6.3  |
| David Robinson  | C   | 80 | 80 | 2,557 | 770 | 142 | 97  | 183 | 1,427 | 32.0 | 9.6  | 1.8 | 1.2 | 2.3 | 17.8 |
| Mario Elie      | SF  | 79 | 79 | 2,217 | 249 | 193 | 73  | 9   | 590   | 28.1 | 3.2  | 2.4 | .9  | .1  | 7.5  |
| Tim Duncan      | PF  | 74 | 74 | 2,875 | 918 | 234 | 66  | 165 | 1,716 | 38.9 | 12.4 | 3.2 | .9  | 2.2 | 23.2 |
| Malik Rose      | PF  | 74 | 3  | 1,341 | 335 | 47  | 35  | 52  | 496   | 18.1 | 4.5  | .6  | .5  | .7  | 6.7  |
| Jerome Kersey   | SF  | 72 | 18 | 1,310 | 225 | 69  | 67  | 47  | 321   | 18.2 | 3.1  | 1.0 | .9  | .7  | 4.5  |
| Samaki Walker   | PF  | 71 | 7  | 980   | 272 | 38  | 10  | 35  | 360   | 13.8 | 3.8  | .5  | .1  | .5  | 5.1  |
| Terry Porter    | PG  | 68 | 8  | 1,613 | 191 | 221 | 50  | 9   | 641   | 23.7 | 2.8  | 3.3 | .7  | .1  | 9.4  |
| Antonio Daniels | SG  | 68 | 1  | 1,195 | 86  | 177 | 55  | 5   | 420   | 17.6 | 1.3  | 2.6 | .8  | .1  | 6.2  |
| Steve Kerr      | PG  | 32 | 0  | 268   | 19  | 12  | 4   | 0   | 89    | 8.4  | .6   | .4  | .1  | .0  | 2.8  |
| Chucky Brown†   | PF  | 30 | 27 | 602   | 77  | 41  | 8   | 10  | 190   | 20.1 | 2.6  | 1.4 | .3  | .3  | 6.3  |
| Felton Spencer  | C   | 26 | 0  | 149   | 39  | 3   | 6   | 8   | 50    | 5.7  | 1.5  | .1  | .2  | .3  | 1.9  |
| Sean Elliott    | SF  | 19 | 19 | 391   | 47  | 28  | 12  | 2   | 114   | 20.6 | 2.5  | 1.5 | .6  | .1  | 6.0  |
| Derrick Dial    | SG  | 8  | 0  | 95    | 26  | 5   | 1   | 1   | 40    | 11.9 | 3.3  | .6  | .1  | .1  | 5.0  |

- † Indica jugador que perteneció a más de una plantilla durante la temporada. Las estadísticas solo reflejan su paso por los Spurs.

### Playoffs
| Jugador         | POS | PJ | PT | MJ  | REB | AST | ROB | TAP | PTS | MPP  | RPP  | APP | ROP | TPP | PPP  |
| --------------- | --- | -- | -- | --- | --- | --- | --- | --- | --- | ---- | ---- | --- | --- | --- | ---- |
| David Robinson  | C   | 4  | 4  | 155 | 55  | 10  | 7   | 12  | 94  | 38.8 | 13.8 | 2.5 | 1.8 | 3.0 | 23.5 |
| Avery Johnson   | PG  | 4  | 4  | 144 | 9   | 21  | 4   | 0   | 48  | 36.0 | 2.3  | 5.3 | 1.0 | .0  | 12.0 |
| Samaki Walker   | PF  | 4  | 4  | 121 | 45  | 2   | 1   | 12  | 36  | 30.3 | 11.3 | .5  | .3  | 3.0 | 9.0  |
| Sean Elliott    | SF  | 4  | 4  | 119 | 22  | 5   | 0   | 2   | 40  | 29.8 | 5.5  | 1.3 | .0  | .5  | 10.0 |
| Mario Elie      | SF  | 4  | 4  | 115 | 17  | 7   | 5   | 0   | 30  | 28.8 | 4.3  | 1.8 | 1.3 | .0  | 7.5  |
| Terry Porter    | PG  | 4  | 0  | 89  | 1   | 5   | 6   | 0   | 20  | 22.3 | .3   | 1.3 | 1.5 | .0  | 5.0  |
| Malik Rose      | PF  | 4  | 0  | 83  | 19  | 1   | 2   | 3   | 21  | 20.8 | 4.8  | .3  | .5  | .8  | 5.3  |
| Antonio Daniels | SG  | 4  | 0  | 82  | 10  | 6   | 7   | 0   | 29  | 20.5 | 2.5  | 1.5 | 1.8 | .0  | 7.3  |
| Jerome Kersey   | SF  | 2  | 0  | 25  | 4   | 1   | 2   | 1   | 2   | 12.5 | 2.0  | .5  | 1.0 | .5  | 1.0  |
| Jaren Jackson   | SG  | 2  | 0  | 19  | 1   | 2   | 1   | 0   | 2   | 9.5  | .5   | 1.0 | .5  | .0  | 1.0  |
| Derrick Dial    | SG  | 2  | 0  | 8   | 2   | 0   | 0   | 0   | 5   | 4.0  | 1.0  | .0  | .0  | .0  | 2.5  |

## Galardones y récords
| Jugador        | Galardón                                                             |
| Tim Duncan     | Mejor quinteto de la NBA Mejor quinteto defensivo de la NBA All-Star |
| David Robinson | 3.er Mejor quinteto de la NBA All-Star                               |